# فانوس‌ماهی نیشتری
فانوس‌ماهی نیشتری (نام علمی: Notoscopelus kroyeri) نام یک گونه از تیره فانوس‌ماهی است.